# Jerzy Bogdanowicz
Jerzy Bogdanowicz herbu Mogiła – łowczy wendeński w latach 1671-1674.
Elektor Jana III Sobieskiego z Księstwa Żmudzkiego w 1674 roku.